# Médium à peindre
Pour les articles homonymes, voir Médium.
En peinture d'art, le médium est le liant de la pâte colorée. On appelle couramment médium à peindre ou médium de travail un liant sans pigment utilisé pour ajuster les propriétés de la peinture.
Le médium à peindre s'emploie surtout avec les peintures en pâte, peinture à l'huile et la peinture acrylique. Il permet de régler la viscosité de la pâte, sa siccativité, sa transparence, son état de surface lisse ou rugueux, brillant ou mat. Il peut favoriser l'inclusion de charges et l'exécution d'empâtements, ou au contraire les couches fines des glacis. Le médium a une part importante dans l'évolution de l'œuvre au cours de son vieillissement. L'ajout de médium à peindre à la pâte de pigments liés avec un médium de préparation exige des précautions, résumées, en peinture à l'huile, par l'adage « gras sur maigre ».
Le terme médium est aussi utilisé sans rigueur pour toutes sortes de substances qui s'ajoutent à la peinture.

## Médiums pour l'huile
Il existe de nombreux types de médium pour l'huile, à tel point que l'on pourrait retracer l'histoire de la peinture en les parcourant. Les médiums à base de résine sont employés en peinture dès la Renaissance, les médiums à base de cire d'abeille sont eux utilisés depuis la plus haute antiquité.
Les primitifs flamands utilisaient au moins trois sortes de médium dans l'élaboration d'une œuvre :
- la sous-couche était obtenue en ajoutant aux pigments, préalablement liés avec de l'huile, une émulsion huile et œuf.
- Pour les rehauts de lumière, ils utilisaient une émulsion huile et colle.
- Enfin pour réaliser les glacis, ils utilisaient une huile cuite avec de la résine de pin et des sels métalliques.

Aujourd'hui, on distingue deux types de médiums à peindre :
- les médiums oléo-résineux (classiques) composés d'une résine (naturelle ou synthétique) et d'une huile (de préférence cuite), auxquelles sont ensuite ajoutés un solvant et des additifs éventuels. Les recettes sont diverses et variées, plus ou moins fidèles à celles des Anciens qu'elles essaient d'imiter.

- Les médiums alkydes (modernes) sont à base de résines alkydes, des résines modifiées aux huiles siccatives. Ils sont plus faciles à utiliser et rapides à sécher.

## Médiums pour l'acrylique
La peinture acrylique est une technique picturale datant du milieu du XXe siècle qui peut s'employer pure ou diluée à l'eau comme la gouache. Le médium de base, un liant vinylique ou acrylique pur, évite les fortes dilutions qui nuisent à la solidité de la couche picturale. Des médiums à peindre pour l'acrylique permettent d'augmenter la viscosité de la pâte, son aspect brillant ou mat, de retarder le séchage.
Les fabricants de peintures acryliques proposent une vaste éventail de médiums, dont les propriétés sont calquées sur les produits que les artistes ont l'habitude d'utiliser à l'huile : gels ou liquides, médium-vernis, médium à glacis, médium d'empâtement mais aussi médium de lissage, filant ou à effet (nacré, scintillant, interférant). À ne pas confondre avec certains additifs (épaississants, fluidifiant et retardateur de séchage)[réf. souhaitée].

## Médiums pour l'aquarelle et la gouache
Le médium de préparation de l'aquarelle et de la gouache est la gomme arabique mêlée à du sucre ou du miel, et divers additifs. On n'ajoute le plus souvent aucun autre liant. L'aquarelle, telle qu'on la comprend généralement, s'exécute en une fois, par la technique du lavis coloré sans épaisseur, ce qui réduit considérablement l'importance du liant, le papier support de peinture ayant bien plus d'influence.
Par assimilation avec le lexique de la peinture à l'huile, on parle de médium pour les adjuvants de l'aquarelle. Le médium de granulation favorise l'agglutination des particules de pigment. On désigne le plus souvent les autres substances, dont on connaît mieux la composition, par leur nom : la gomme arabique, la glycérine, le fiel de bœuf changent la façon dont la peinture se diffuse dans le papier, dont les couleurs adjacentes se mélangent dans l'humide. La gomme arabique rend la peinture sèche plus brillante, la glycérine la rend plus mate.